# République d'Estonie (1918-1940)
1918 – 1940 (1944)
Entités précédentes :
- Commune des travailleurs d'Estonie (1919)

Entités suivantes :
- Commune des travailleurs d'Estonie (1918)
- Reich allemand (1939)
- RSS d'Estonie
- Gouvernement estonien en exil

La république d'Estonie (en estonien Eesti Vabariik) est le régime politique de l'Estonie entre le 24 février 1918 jusqu'à l'été 1940. L'indépendance de l'Estonie est obtenue à la suite d'un conflit qui a lieu entre 1918 et 1920 et qui prend fin lorsque, le 2 février 1920, la Russie soviétique et l'Estonie signent un traité de paix de reconnaissance mutuelle.
Le 15 juin 1920, l'Assemblée constituante approuve le projet de première constitution de la république d'Estonie et, le 22 septembre 1921, l'Estonie devient membre de la Société des Nations.
Après l'entrée en vigueur de la deuxième Constitution de 1924, précédée d'une tentative de coup d'État, l'Estonie connaît une période d'instabilité politique qui dure une décennie. En 1934, il y a un nouveau coup d'État, cette fois réussi, qui conduit à la mise en place d'un régime autoritaire dirigé par Konstantin Päts.
Après la division des sphères d'influence entre l'URSS et l'Allemagne nazie en 1939 par le pacte germano-soviétique, Moscou propose à l'Estonie de signer un traité d'assistance mutuelle en septembre 1939 et, le 6 août 1940, après avoir été occupée militairement, l'Estonie rejoignit l'URSS. L'Estonie n'a recouvré son indépendance que le 20 août 1991.

## Histoire
Après la révolution de Février 1917 et alors que le processus de dissolution de l'Empire russe est en cours, l'Estonie est envahie par l'armée impériale allemande. Lorsque l'occupation prend fin, la naissance d'un gouvernement provisoire est proclamée à Tallinn le 24 février 1918.
Les 21 et 22 janvier (les 3 et 4 février dans le calendrier grégorien) 1918 ont lieu des élections pour désigner l'Assemblée constituante de l'Estonie.
Après le retrait des forces allemandes, l'indépendance n'est obtenue qu'après la guerre d'indépendance : l'armée estonienne nouvellement formée, dirigée par le colonel Johan Laidoner et soutenue par les Russes blancs et la flotte britannique, ainsi que par des volontaires suédois et finlandais, repousse l'Armée rouge de tout le territoire estonien, sapant ainsi les intentions des bolcheviks de rétablir leur autorité sur les régions appartenant au tsar.
Le 2 février 1920, un traité de paix est conclu à Tartu entre la RSFS de Russie et l'Estonie, par lequel les deux parties se reconnaissent officiellement : il s'agit du premier traité international signé par les deux États.

### Période de 1920 à 1934
Le 15 juin 1920, l'Assemblée constituante approuve le projet de première constitution de la république d'Estonie. Un principe formel de séparation des pouvoirs est introduit, mais en réalité le gouvernement est subordonné au Parlement. Ce dernier est également chargé de nommer les juges constitutionnels. Dans un contexte similaire, malgré la mise en place d'instruments de démocratie directe tels que les référendums populaires, il y a un déséquilibre des pouvoirs et une instabilité extrême du gouvernement. De 1920 à 1934, 23 dirigeants se succèdent : la situation se révèle instable, comme dans d'autres pays européens comme la France, la république de Weimar et la Lettonie.
En 1921, le nouvel État est reconnu internationalement, et devient membre de la Société des Nations le 22 septembre de la même année.
En décembre 1924, les communistes estoniens, avec le soutien et l'aide de l'URSS, tentent de provoquer un soulèvement armé, qui échoue en raison de l'absence de participation des travailleurs et du soutien gouvernemental de l'armée. Après un tel événement, le Parti communiste est interdit et ses participants perdent une partie significative de leur influence politique dans la société nationale.

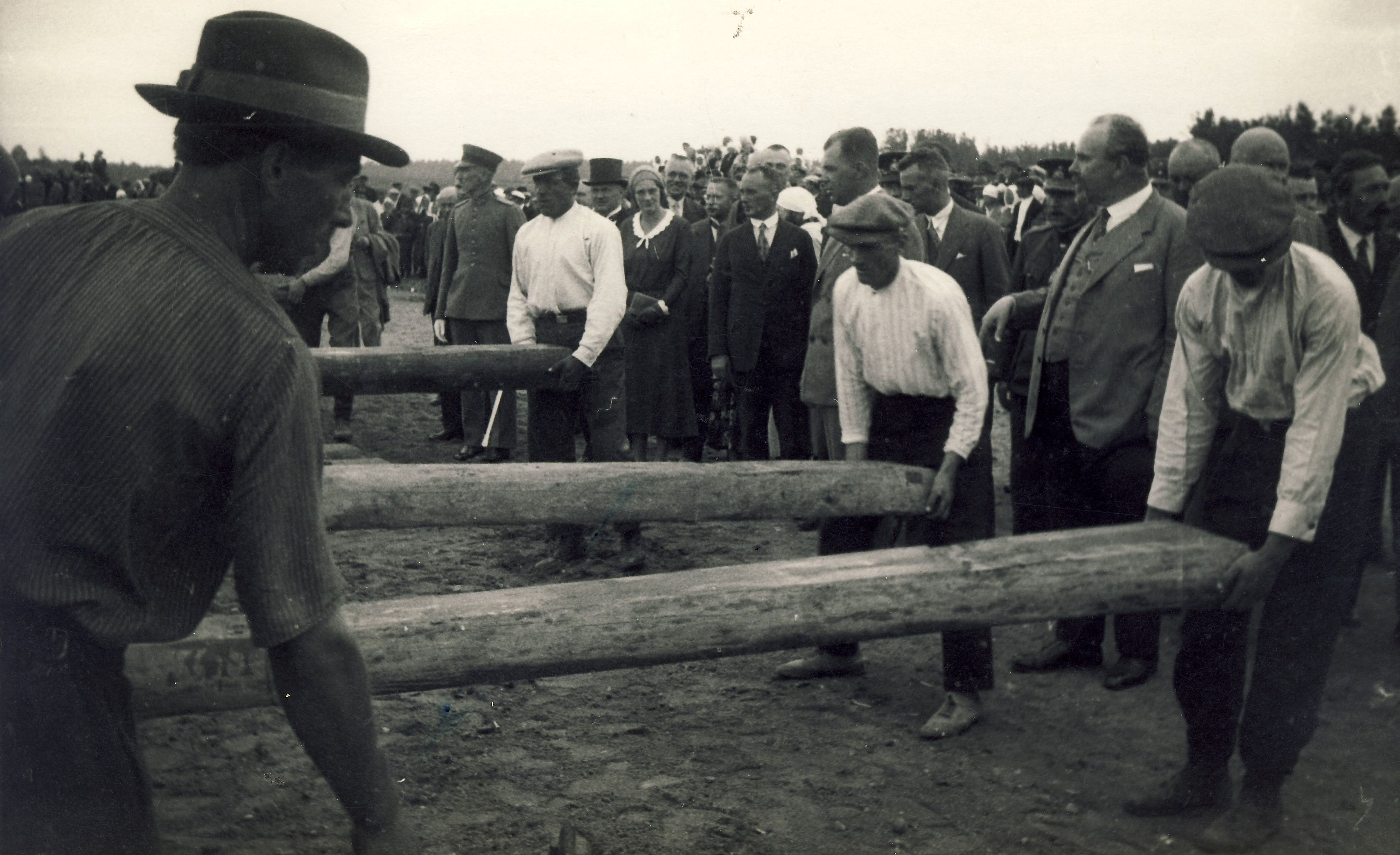
Construction du chemin de fer, en 1928.

Avec l'indépendance du pays, il a fallu décider de la manière exacte d'investir les ressources nationales pour s'ouvrir à de nouveaux marchés. Au début des années 1920, la situation financière du pays paraît précaire : l'équipement des entreprises industrielles est obsolète, la qualité des produits est médiocre, le pays est fortement tributaire des matières premières importées et de nombreuses entreprises doivent fermer pendant la guerre. La politique économique du gouvernement est axée sur l'industrialisation de l'Estonie et la création d'entreprises orientées vers l'exportation. La banque d'Estonie accorde d'innombrables prêts pour lancer de nouvelles entreprises. L'économie estonienne dépend largement des échanges commerciaux avec l'URSS et le papier est le principal produit arrivant à l'Est.
La croissance économique est stimulée par la réforme agraire : les vastes propriétés confisquées aux Allemands baltes passent aux mains de propriétaires terriens et d'anciens combattants de la guerre d'indépendance. Après la récession de 1923-1924, le ministre des Finances, Otto Strandman, lance une nouvelle politique économique visant à promouvoir les exportations, qui se heurte à un obstacle pendant la crise économique mondiale (1929-1933). En 1928, une réforme monétaire est mise en œuvre et la couronne remplace le mark, dont le taux était lié à la livre sterling. Un accord commercial est signé en 1929, suivi d'un pacte de non-agression entre la république d'Estonie et l'Union soviétique le 4 août 1932.
Avec la Grande Dépression toujours en cours, la Confédération estonienne des combattants de la liberté (Vabadussõjalaste Liit, acronyme EVL, communément appelée VAPS) entre sur la scène politique et, en 1933, un référendum constitutionnel proposé par la même entité politique permet de limiter le pouvoir législatif du Parlement, de réduire le nombre de députés de 100 à 50 et de renforcer le pouvoir du président, jusqu'à la possibilité pour celui-ci de mettre son veto sur les décisions parlementaires. Enfin, des élections présidentielles directes sont introduites.

## Coup d'État de 1934 et régime de Päts

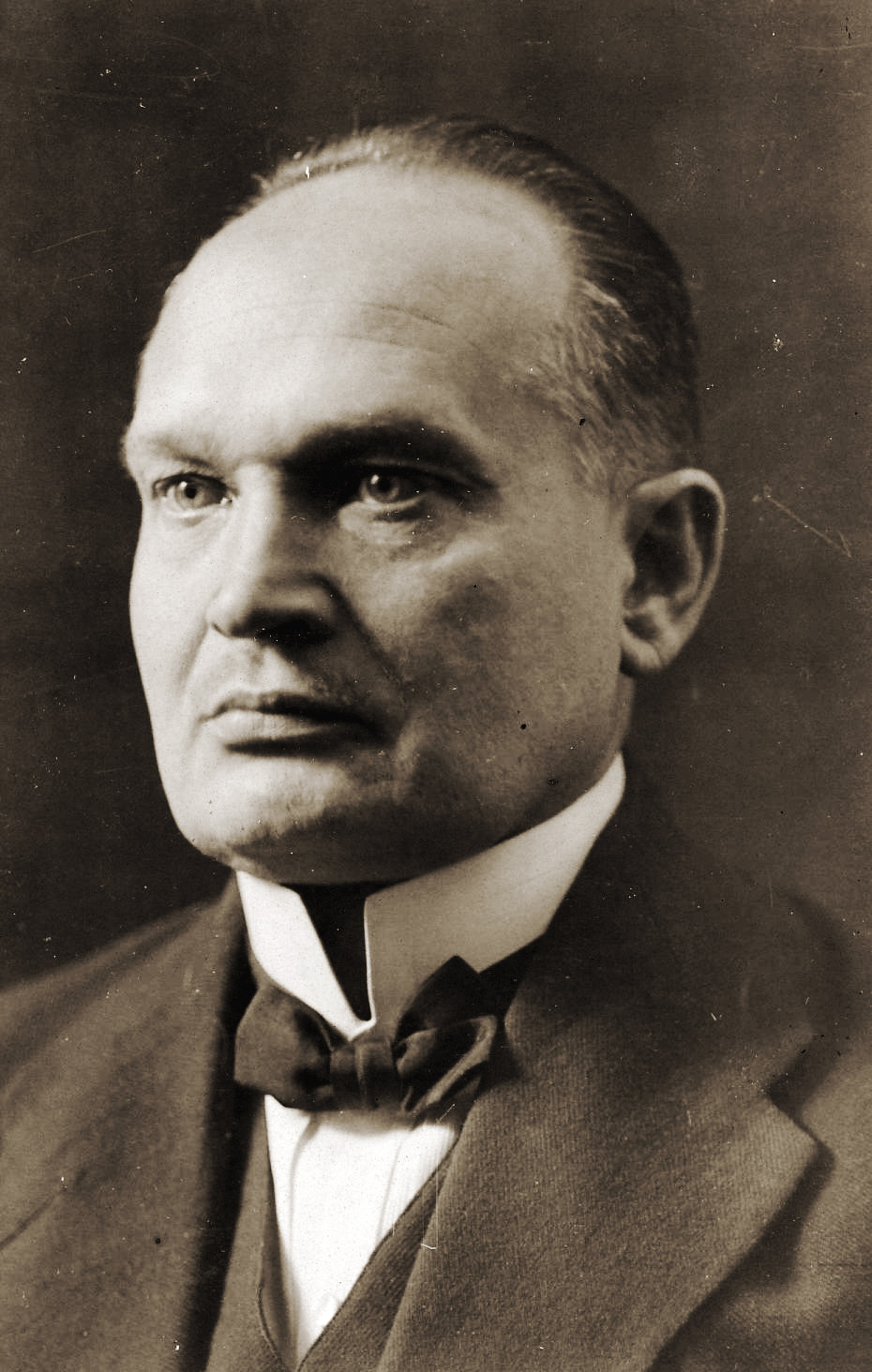
Konstantin Päts, protagoniste majeur de la scène politique estonienne des années 1930.

La deuxième constitution entre en vigueur en janvier 1934, lorsque Konstantin Päts devient Premier ministre. Craignant l'inévitable victoire du parti Vaps aux prochaines élections et exploitant les pouvoirs quasi dictatoriaux conférés par la nouvelle constitution, il fait un coup d'État le 12 mars 1934, avec Johan Laidoner, toujours à la tête de l'armée estonienne. La première mesure prise dès l'achèvement du coup d'État est l'instauration de la loi martiale. Alors que Päts s'autoproclame « protecteur de l'Etat » (Riigihoidja), la Confédération des combattants est interdite et environ 400 membres sont arrêtés. Les dates des nouvelles élections prévues sont annulées et les pouvoirs du cinquième Riigikogu, la législature de l'assemblée qui a approuvé l'augmentation des pouvoirs de Päts et de Laidoner, sont étendus. Toutefois, il s'agit d'une disposition temporaire, comme en témoigne le fait qu'en octobre 1934, le Parlement se dirige vers sa dissolution.
La période qui commence, appelée « l'ère du silence », est marquée par l'abolition progressive de la démocratie parlementaire, la mise en place d'un gouvernement autoritaire et le renforcement du nationalisme estonien,. En fait, le pays est administré par un triumvirat composé du président (Konstantin Päts), du commandant en chef de l'armée (Johan Laidoner) et du ministre de l'Intérieur ( Kaarel Eenpalu). En mars 1935, un système de parti unique est officiellement introduit en Estonie.
Dans le même temps, l'économie du pays, en particulier son industrie, connaît une période de croissance rapide. Dans la seconde moitié des années 1930, la production industrielle commence à croître (jusqu'à 14 % par an). En 1938, le taux d'utilisation des estimations dans le secteur secondaire atteint 32 %. La part des produits industriels dans les exportations estoniennes augmente de 36 % à la fin des années 1920 et de 44 % à la fin des années 1930. De nouvelles entreprises voient le jour, et les techniques de production se modernisent. Les ventes d'huile de schiste augmentent également de manière significative. Les industries du textile, de la chimie et de l'alimentation, de la métallurgie, du bois, du papier, de la tourbe et de la phosphorite sont très importantes pour l'économie du pays. L'agriculture se développe, et certaines industries sont dominées par des capitaux étrangers.
Les principaux partenaires commerciaux sont le Royaume-Uni et l'Allemagne, tandis qu'à la fin des années 1930, la part de l'URSS dans le commerce extérieur diminue considérablement. L'Estonie exporte des produits carnés, du pétrole, du poisson, des œufs, des textiles, du papier, de la pâte à papier, du contreplaqué, du schiste et de l'essence, du ciment et du verre.
La particularité de l'économie estonienne dans les années 1930 concerne le développement du mouvement coopératif. En 1939, l'Union coopérative estonienne regroupe plus de 3 000 sociétés comptant 284 000 membres, 200 banques desservant 77 000 clients (52 % de l'ensemble des dépôts dans le pays) et émettant 51 % de l'ensemble des prêts. Les 314 confédérations laitières, comptant 32 000 membres, produisent 98 % du beurre estonien et 17 % du fromage.

### Adoption d'une nouvelle Constitution en 1937 et événements ultérieurs
En 1937, l'Assemblée nationale (Rahvuskogu) convoquée par Päts approuve, bien que l'opposition ait tenté de boycotter la loi, la promulgation de la troisième constitution de la république d'Estonie, proposée par le chef de l'État. La Loi fondamentale entre en vigueur le 1er janvier 1938.
En vertu de la nouvelle constitution, le président, élu pour un mandat de six ans, devient également chef de l'État. Le président reçoit le pouvoir de dissoudre le gouvernement et d'opposer son veto aux décisions du Parlement ainsi qu'à d'autres pouvoirs législatifs. Parmi ceux-ci, en cas de « nécessité et d'urgence », il peut contourner le processus habituel d'élaboration des lois par décret présidentiel ; dans la pratique, Päts utilise largement cet instrument avant même l'adoption de la constitution. La nouvelle constitution préserve tous les droits civils fondamentaux, mais autorise la restriction de la liberté d'expression pour sauvegarder « la sécurité et la moralité de l'État ». La majorité passe de 20 à 22 ans et un système parlementaire bicaméral est mis en place : le Parlement de l'État. (Riigivolikogu), dont les membres siègent pour un mandat de cinq ans, et le Conseil d'État (Riiginõukogu), composé de 40 membres, dont 10 désignés par le président. À la suite de ces démarches, toute trace de l'élément parlementaire disparait au profit de la figure présidentielle. L'une des dispositions qui limite considérablement la démocratie est celle qui autorise la tenue d'un référendum constitutionnel uniquement sur décision présidentielle. Le 24 avril 1938, le parlement élit Päts au poste de président et celui-ci commence à exercer ses fonctions le même jour
En 1938, des « camps pour paresseux » sont créés selon la définition des quelques opposants qui restaient au chef de l'Etat, c'est-à-dire des camps pour le travail forcé des chômeurs. Le régime de travail est comparable à celui de la prison et la journée de travail est de 12 heures, la période d'activité allant de 6 mois à 3 ans.
En 1939, il y a environ 160 associations et entreprises allemandes en Estonie qui défendent des idées nationales-socialistes et pro-allemandes.

## Annexion de l'Estonie par l'URSS

### L'Estonie à la recherche de garanties internationales
Le 7 juin 1939, à Berlin, le ministre estonien des affaires étrangères, Karl Selter, et le ministre allemand des affaires étrangères, Joachim von Ribbentrop, signnent un pacte de non-agression qui soustrait le pays à l'influence de la Grande-Bretagne et de la France et officialise le protectorat allemand de facto. Le traité de non-agression entre l'Allemagne et la Lettonie a une durée de 10 ans et est automatiquement reconduit pour une nouvelle période de 10 ans à l'expiration du traité, à la seule condition que le traité cesse d'être valide en cas d'expiration du traité de non-agression entre l'Allemagne et la Lettonie, conclu le même jour. La neutralité déclarée de l'Estonie sert plus tard aux craintes des deux superpuissances locales, l'Allemagne et l'URSS : l'envoyé de l'Estonie dans le pays, V. Šumanis, rapporte le 21 janvier 1939 au ministère letton des Affaires étrangères : « L'Estonie considère la Russie comme l'ennemi numéro un, suivie de l'Allemagne ». Pour l'élite estonienne et l'appareil d'État, l'ennemi numéro un est la Russie, pour le peuple, les Allemands. « Un tel état d'esprit, à un moment aussi critique, pourrait pousser les Estoniens à ne pas affronter les Soviétiques avec une force militaire suffisante, au cas où un tel scénario se produirait. ».
Selon le chercheur estonien Magnus Ilmjärv, « en 1939, avec la crise internationale actuelle en Europe, les pays baltes étaient soucieux de poursuivre des intérêts de politique étrangère qui coïncidaient le moins possible avec leurs intérêts nationaux. Craignant la suppression de la propriété privée par l'Union soviétique, les gouvernements baltes placèrent tous leurs espoirs dans l'Allemagne nazie comme l'adversaire le plus crédible du bolchevisme. ».
La Grande-Bretagne et la France prolongent les négociations avec l'URSS, qui exige des garanties de la part des États baltes en cas d'agression. Les pays ne confirment leur consentement à ces garanties que le 1er juillet, alors que les traités de non-agression avec la Lettonie et l'Estonie avaient déjà été signés.
Pendant ce temps, la situation géopolitique en Europe continue de se réchauffer : les accords de Munich de 1938 entre la France, la Grande-Bretagne, l'Allemagne et l'Italie permettent à l'Allemagne d'envahir les zones à populations allemandes de la Tchécoslovaquie et, au début de 1939, l'Allemagne annexe l'ensemble du pays. La campagne expansionniste allemande touche rapidement la région de la Baltique.
Le 23 août 1939, le pacte Ribbentrop-Molotov est signé : il contient un protocole secret, rendu public seulement après la défaite de l'Allemagne en 1945, selon lequel les États d'Europe du Nord et de l'Est seraient divisés en deux sphères d'influence, une allemande et une soviétique : l'Estonie finirait dans la zone de Moscou.

### Après le début de la guerre

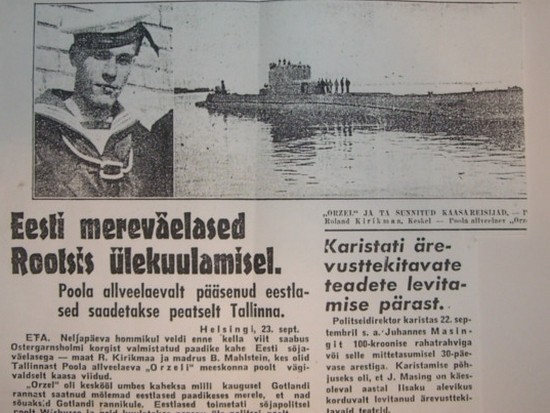
L'incident de l'Orzeł en couverture du quotidien estonien Uus Eesti.

La Seconde Guerre mondiale éclate avec l'invasion de la Pologne, un allié régional important de l'Estonie, par l'Allemagne. Le 3 septembre 1939, le Royaume-Uni, la France, l'Australie et la Nouvelle-Zélande déclarèrent la guerre à l'Allemagne. Le 14 septembre, le sous-marin polonais ORP Orzeł atterrit à Tallinn, en Estonie, et quatre jours plus tard, ce qui restera dans l'histoire comme l'incident de l'Orzeł s'est produit : le navire de guerre battant pavillon rouge et blanc s'échappe du port de Tallinn, où il est gardé sous la surveillance de la marine locale et attterit, après plusieurs hauts et bas, au Royaume-Uni. L'Union soviétique et l'Allemagne profitent de cet épisode pour accuser l'Estonie de ne pas respecter sa neutralité déclarée.
Le 24 septembre 1939, alors que la conquête nazie et soviétique de la Pologne paraît définitive et quelques jours après l'incident de l'Orzeł, la presse et la radio de Moscou lancent une campagne de propagande contre l'Estonie, l'accusant d'« hostilité ». Les navires de guerre de la marine soviétique apparaissent devant les ports estoniens et les bombardiers soviétiques survolent sinistrement Tallinn et la campagne environnante. Moscou demande à l'Estonie de permettre à l'URSS d'établir certaines bases militaires, de sorte que 25 000 hommes seront sur le sol estonien pendant la guerre. Le gouvernement estonien accepte l'ultimatum de Staline en signant l'accord correspondant, le 28 septembre 1939. Toutefois, le contenu du pacte, qui a une durée de dix ans, ne doit pas porter atteinte à la souveraineté de l'État.
Des demandes similaires sont adressées à la Finlande, à la Lettonie et à la Lituanie.
Le 14 juin 1940, les Soviétiques lancent un ultimatum à la Lituanie et un blocus militaire est instauré sur l'Estonie, alors que l'attention du monde est focalisée sur la conquête de Paris par l'Allemagne nazie. Deux bombardiers soviétiques abattent l'avion de ligne finlandais Kaleva, qui volait de Tallinn à Helsinki avec trois enveloppes diplomatiques des ambassades des États-Unis à Tallinn, Riga et Helsinki. Henry W. Antheil Jr., employé du Foreign Service des États-Unis, meurt dans l'accident.

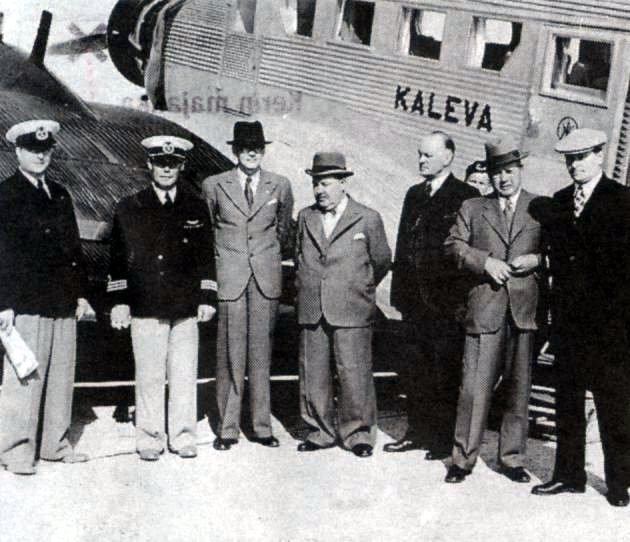
Le Kaleva et son équipage, avant l'accident.

Le 16 juin 1940, l'Union soviétique envahit l'Estonie : l'Armée rouge se retire des bases militaires où elle est confinée et reste en compagnie des quelque 90 000 soldats soviétiques supplémentaires qui entrent dans le pays. Viatcheslav Molotov accuse alors les États baltes de conspirer contre l'Union soviétique et avait lancé un ultimatum à l'Estonie pour la mise en place d'un gouvernement approuvé par les Soviétiques. Dans le cadre du pacte Briand-Kellogg, le gouvernement estonien avait choisi de ne pas recourir à la guerre comme moyen de règlement, estimant de façon réaliste la supériorité numérique écrasante des Soviétiques tant à l'intérieur qu'à l'extérieur du pays : il préfère donc ne pas résister et éviter l'effusion de sang.
Le 17 juin, jour où la France se rend à l'Allemagne, l'Estonie accepte l'ultimatum et la souveraineté de l'Estonie cesse d'exister de facto. L'occupation militaire de la république d'Estonie s'achève le 21 juin 1940 et est rendue « officielle » par un coup d'État communiste dirigé par les troupes soviétiques.
Après l'interdiction des élections parlementaires visant à désigner des « parlements populaires », auxquels seuls les communistes et leurs sympathisants sont autorisés à participer, la RSS d'Estonie est créée. Le 6 août 1940, la RSS d'Estonie rejoint l'URSS sur sa « proposition ». Après la parenthèse nazie et une réoccupation, l'indépendance de l'Estonie n'est restaurée qu'en 1990.